# Masterpiece (Madonna-dal)
A Masterpiece Madonna amerikai énekesnő 2011-es filmjének, a W.E.-nek az egyik betétdala. A szám később felkerült az énekesnő tizenkettedik stúdióalbumára, az MDNA-re is. Az Egyesült Királyságban hivatalosan 2012. április 2-án jelent meg. Madonna szerzőtársai voltak a dalban Julie Frost és Jimmy Harry, valamint a producerek között ott volt az a William Orbit is, akivel az énekesnő a nagy sikerű Ray of Light című albumán is együtt dolgozott. A Masterpiece lassú popballada, amely emlékeztet az énekesnő 1990-es években megjelent munkáira. A kritikusok pozitívnak értékelték mind a dalt, mind pedig Madonna vokális teljesítményét. A szám elnyerte a legjobb eredeti filmbetétdalnak járó Golden Globe-díjat a 69. Golden Globe-gálán. Az énekesnő The MDNA Tour (2012) névre hallgató turnéján a Kalakan nevű baszk trióbandával adta elő, nagy elismerést kapva így a kritikusoktól, akik a turné fénypontjának tartották a felcsendülő dalt.

## Helyezések
| Ország (2012)                          | Helyezés |
| -------------------------------------- | -------- |
| Csehország (Rádio Top 100)             | 58       |
| Japán (Billboard Japan Hot 100)        | 77       |
| Oroszország Hot 50 Airplay (Billboard) | 1        |
| Dél-Korea (Gaon Music Chart)           | 147      |
| Egyesült Királyság (UK Singles Chart)  | 68       |

## Fordítás
- Ez a szócikk részben vagy egészben  a   Masterpiece (Madonna song) című angol Wikipédia-szócikk fordításán alapul.  Az eredeti cikk szerkesztőit annak laptörténete sorolja fel. Ez a jelzés csupán a megfogalmazás eredetét és a szerzői jogokat jelzi, nem szolgál a cikkben szereplő információk forrásmegjelöléseként.